# Nicola Negro
Nicola Negro (Treviso, 10 gennaio 1980) è un allenatore di pallavolo italiano, tecnico del Minas e della nazionale messicana femminile.

## Carriera
Ex giocatore nei campionati giovanili di pallavolo, comincia la carriera di allenatore a soli vent'anni. Nel 2003 approda in Serie B1 alla Spes Conegliano, come assistente allenatore e scoutman. Successivamente la squadra vince la Coppa Italia di Serie B e viene promossa in Serie A2. A 24 anni arriva la prima esperienza in Serie A1, come scoutman e videoman nelle file della Minetti Infoplus Vicenza. Dopo aver ottenuto il 3º grado FIPAV, nel 2006 diventa secondo allenatore al Megius Padova, squadra della Serie A1.
L'estate successiva viene chiamato da Alessandro Chiappini per lavorare al suo fianco nella nazionale turca, con quale conquista la medaglia d'argento ai Giochi del Mediterraneo 2009 e agli European League 2009, la medaglia di bronzo agli European League 2010 e un 5º posto ai campionati europei 2009. Grazie a queste vittorie, la Turchia raggiunge l'11º posto del ranking mondiale FIVB.
Nelle stagioni 2010/11 e 2011/12 siede ancora al fianco del coach Alessandro Chiappini, questa volta nel club polacco Atom Trefl Sopot. La squadra riesce a laurearsi campione di Polonia, raggiungendo 3 finali tra campionato e Coppa di Polonia. Nella stagione 2012/13 si trasferisce in Azerbaijan per sedere sulla panchina dell’Azerrail Baku, come secondo allenatore di Chiappini. Raggiunge il Playoff 6 (quarti di finale) di CEV Champions League. Da assistente allenatore, nel periodo 2004-2013, ha disputato 107 partite ufficiali con la Nazionale Turca, 18 partite di CEV Champions League con Atom Trefl Sopot e Azerrail Baku e più di 200 gare nei massimi campionati di Italia, Polonia e Azerbaijan.
Nel novembre 2013 diventa primo allenatore del Tauron Banimex MKS Dabrowa Gornicza, un club dell'OrlenLiga, subentrando a stagione in corso. Chiude il campionato polacco al 4º posto, raggiungendo la Final Four della Coppa di Polonia e disputando la CEV Champions League. Durante la stagione 2014/15 torna nella Serie A1 italiana come primo allenatore dell’Imoco Conegliano. Nella stagione successiva allena l’Impel Wroclaw e disputa la CEV Champions League. Inizia la stagione 2016/17 sulla panchina del CSM Bucuresti, club della lega rumena, mentre nella seconda parte conduce il club sloveno Calcit Ljubljana dove partecipa alla CEV Cup. Alla guida del club conquista la medaglia d'argento nel Campionato sloveno, nella Coppa di Slovenia e nella MEVZA League.
Nelle stagioni 2017/18 e 2018/19 torna in Italia per guidare la Delta Informatica Trentino, nel campionato di Serie A2. Nel periodo 2019/20 guida la squadra brasiliana Itambé Minas, dove ottiene il titolo di Campione Sudamericano 2020 e partecipa al Campionato Mondiale per club, chiudendo al 5º posto. Nella stagione 2020/21 conquista la Superliga, la Coppa Brasile e il Campionato Mineiro. Grazie a questi risultati, viene premiato come Miglior Allenatore della Superliga 2020/21. Nella stagione successiva 2021/22 torna a disputare il Campionato Mondiale per club, conquistando il 4º posto. Si riconferma campione del Brasile conquistando la Superliga 2021/22 e viene eletto nuovamente miglior allenatore della Superliga 2021/22. Inoltre riconquista il titolo di Campione Sudamericano qualificandosi nuovamente per il Mondiale per club.
Nel 2023 riceve l'incarico di commissario tecnico della nazionale messicana femminile, conquistando il bronzo ai XIX Giochi panamericani, l'argento alla NORCECA Final Four 2024 e un altro bronzo alla NORCECA Final Six 2024.
A novembre dello stesso anno, sempre sulla panchina del Minas Gerais, conquista la sua prima Supercoppa Brasiliana.

## Palmarès

### Club
- Campionato polacco: 1

2011-12
- Campionato brasiliano: 3

2020-21, 2021-22, 2023-24
- Coppa del Brasile: 2

2021, 2023
- Supercoppa brasiliana: 2

2023, 2024
- Campionato Mineiro: 3

2020, 2022, 2024
- Campionato sudamericano per club: 3

2020, 2022, 2023

### Nazionale (competizioni minori)
- Giochi del Mediterraneo 2009
- European League 2009
- European League 2010
- Giochi Panamericani 2023
- NORCECA Final Four 2024
- NORCECA Final Six 2024
- NORCECA Final Four 2025[21][22]

### Premi individuali
- 2021 - Superliga Série A: Miglior allenatore
- 2022 - Superliga Série A: Miglior allenatore
- 2024 - Superliga Série A: Miglior allenatore